# Beaver Harbour
Beaver Harbour är en ort i Kanada.   Den ligger i provinsen New Brunswick, i den sydöstra delen av landet, 700 km öster om huvudstaden Ottawa. Beaver Harbour ligger 19 meter över havet och antalet invånare är 310.
Terrängen runt Beaver Harbour är platt. Havet är nära Beaver Harbour åt sydost. Trakten är glest befolkad. Närmaste större samhälle är Blacks Harbour, 3,6 km väster om Beaver Harbour. 
I omgivningarna runt Beaver Harbour växer i huvudsak blandskog.